# Municipio de Jackson (condado de Crawford, Iowa)
El municipio de Jackson (en inglés: Jackson Township) es un municipio ubicado en el condado de Crawford en el estado estadounidense de Iowa. En el año 2010 tenía una población de 145 habitantes y una densidad poblacional de 1,57 personas por km².

## Geografía
El municipio de Jackson se encuentra ubicado en las coordenadas 42°9′56″N 95°8′41″O / 42.16556, -95.14472. Según la Oficina del Censo de los Estados Unidos, el municipio tiene una superficie total de 92.52 km², de la cual 92,5 km² corresponden a tierra firme y (0,03 %) 0,03 km² es agua.

## Demografía
Según el censo de 2010, había 145 personas residiendo en el municipio de Jackson. La densidad de población era de 1,57 hab./km². De los 145 habitantes, el municipio de Jackson estaba compuesto por el 100 % blancos. Del total de la población el 4,83 % eran hispanos o latinos de cualquier raza.